# Козирівка
Козир́івка — село в Україні, у Новгородківській селищній громаді Кропивницького району Кіровоградської області. Населення становить 198 осіб.

## Історія
● Станом на 1886 рік у селі Лозуватської волості Олександрійського повіту Херсонської губернії мешкало 569 осіб, налічувалось 85 дворових господарств.
● У кінці ХІХ - на початку ХХ століття село Козирівка входило до Покровської волості, Олександрійського повіту Херсонської губернії. На 1896 рік місцева поміщиця, дружина майора Хрущова Єлизавета Миколаївна мала у власності землі 760 десятин 1350 сажнів. У 1902 році, у селі на її кошти побудували цегляну церкву Казанської ікони Божої Матері. Освячена церква 27 листопада (10 грудня) 1902 року. 15 (28) грудня 1902 року у село Козирівку, за власним бажанням, перевелися священик села Помічна Єлисаветградського повіту Іоан Манжелей та псаломщик села Інгуло-Кам’янка Євфимій Синицький. Під церкву та церковний двір було відведено дві десятини землі. Ще 33 десятини орної землі подарувала церкві Єлизавета Хрущова в 1903 році.
● Будівля церкви була споруджена з цегли, покрита залізом, на кам’яному фундаменті та з кам’яною дзвіницею, яка з’єднана з церквою. Нижче храму була церковна криниця. Неподалік церкви було два будинки для причту: один з них споруджений у 1902 році, а інший у 1913-му. Біля церкви була садиба Хрущових.
● До Козирівського приходу входили також села Ольгівка та Рибчине.
● Козиряни кажують, що Козирівська церква, за бажанням Хрущових, була збудована за взірцем Казанської церкви у Москві. Можливо, автор проекту архітектор О.Л.Лишневський.
● Під час голодомору 1932-1933 років, як зазначала очевидець Марфа Володимирівна Бондар, 1917 р.н., будівля церкви використовувалася як склад для зерна. Після 2 світової війни, за наказом районної комуністичної влади зняли дзвін із дзвіниці. Трактористи, що зголосилися стягти дзвін, невдовзі померли: один через кілька днів, другий - через два тижні. Обоє отримали за роботу по одному мішку колгоспного зерна. У 1950-х ще стояли руїни церкви.
● Донині збереглося приміщення церковно-приходської школи. Там, за радянської влади діяла 8-річна школа. Козирівська цегляна церковно-приходська школа розмірами 39х10 аршин була збудована у 1898 році.

## Населення
Згідно з переписом УРСР 1989 року чисельність наявного населення села становила 230 осіб, з яких 95 чоловіків та 135 жінок.
За переписом населення України 2001 року в селі мешкало 198 осіб.

### Мова
Розподіл населення за рідною мовою за даними перепису 2001 року:
| Мова       | Відсоток |
| ---------- | -------- |
| українська | 97,47 %  |
| російська  | 2,53 %   |